# Кварса
Кварса — деревня в Воткинском районе республики Удмуртия Российской Федерации. Административный центр Кварсинского сельского поселения. В деревне примерно 565 дворов. Здесь функционируют средняя школа, детский сад, центр детского творчества, амбулатория, клуб, библиотека.

## Топоним
Название поселения связывают с удм. Куарса — названием одного из родовых объединений удмуртов. До заселения русскими на этой территории жили удмурты, а по данным переписи 1710 года деревня называлась Кварса-Докья.

## География
Деревня расположена в юго-восточной части Воткинского района, в 13 км от Воткинска. Через деревню проходит автодорога Воткинск — Чайковский, образуя улицу Советскую.
В южной части деревни находится станция Кварса Горьковской железной дороги.
К числу природных достопримечательностей деревни можно отнести гору Горемыка, у подножия которой стоит Кварса. Считается, что название горы связано с выражением «горе мыкать» в связи с тяжелой и изнурительной работой местных жителей по добыванию на её склонах песка и глины для нужд расположенного неподалёку Воткинского завода. Сейчас гора — излюбленное место отдыха. Летом здесь собирают ягоды, зимой катаются на лыжах и санках.

## История
Впервые починок Кварсинская Гарь упоминается по реке Сива в Ландратской переписи 1716 года. Название починку перешло от реки Кварсушка, на берегу которой и обосновалась будущая деревня. Число дворов − 2, людей мужского пола − 6, женского пола − 5, национальность − русские, вера − православные. Починок Кварсинская Гарь входил в Сивинскую волость, которая являлась частью более крупной территориальной единицы − сотни Пронки Янмурзина.
К концу XIX Кварсинская Гарь была достаточно весомой административной единицей. По данным переписи 1892 года, общество Кварсинское расположено на реке Кварсушка, в 60 верстах от уездного города, 7 верстах от волостного управления и в 10 верстах от школы и церкви. Первые переселенцы приехали сюда из-под Сарапула… В Кварсинской Гари было 203 двора, общая численность населения составляла 1024 человека. Основными профессиями людей были поденщик (среди местных) и дровосеки (среди отхожих). Занимались выращиванием зерновых, растениеводством, многие держали пчел, практически все имели огородные наделы. Среди жителей деревни не было очень бедных и очень богатых — крепких хозяйств было достаточно много.
Близость Кварсы к Воткинскому заводу сыграла для деревни решающую роль. Жители Кварсы были работниками Камско-Воткинского завода, выполняли самые разные вспомогательные работы: рубили дрова для обжига на уголь, вывозили землю при строительстве плотины, доставляли чугун, сплавы железа, дёготь по рекам Сиве и Вотке.
В 1895 году было открыто учебное заведение Кварсинско-Гарьинское училище, которое готовило рабочих для Воткинского завода.
С 1914 года, когда началось строительство ширококолейной железной дороги Ижевск-Воткинск, жизнь в Кварсинской Гари заметно оживилась. Некоторые жители деревни поступили на службу по обслуживанию железной дороги.
Осенью 1918 года много мужчин было мобилизовано в отряды белой гвардии для защиты Воткинского завода.
Традиционный устой деревни серьёзно изменился в процессе коллективизации. В 1929 году в Кварсе был организован колхоз имени «Семнадцатой партконференции». Коренные жители Кварсы не участвовали в организации колхоза. Они относились к колхозу негативно, так как процесс раскулачивания коснулся почти всех жителей деревни, которые имели крепкие хозяйства, недвижимость (кузницы, мельницы, зерносушилки и др.). Сопротивлявшихся выселяли из деревни семьями. Но все-таки многие середняки шли на сотрудничество с новой властью и вступали в колхоз, ставший впоследствии основанием для колхоза «Двигатель».
В период Великой Отечественной войны на фронт ушло 282 человек, погибло − 228. Вернулись домой 54 односельчанина. Среди кварсинцев есть и Герой Советского Союза − Иван Петрович Фонарёв.
Во время войны Кварса лишилась своей церкви (по некоторым сведениям — часовни). Здание церкви было приспособлено под картофелесушку и во время одной из сушек картофеля полностью сгорело в пожаре.
С 1943 года на территории Кварсы располагался центральный авиационный склад наркома обороны № 813, куда с передовой прибывали составы с неразорвавшимися бомбами. После доработки их вновь отправляли на фронт, а другие взрывали на реке Сива. Несколько взрывов тогда потрясли Кварсу, и до сих пор ещё жители находят опасные снаряды и бомбы. Об этом подробно рассказывал бывший начальник службы войсковой части Н. Д. Фонарёв в статье «Рвались бомбы в Кварсе…» газеты «Воткинские вести».
В 1954 году колхоз «Двигатель», в котором работал кварсинцы, получил доход 1 млн. 119 тысяч рублей. Экономический подъём привел деревню к развитию социальной инфраструктуры и капитальному строительству. Хозяйство специализировалось на выращивании зерновых, огородных и садовых культур и животноводстве. Это позволило «Двигателю» вести большое капитальное строительство, в том числе в социальной сфере.
К началу строительства Воткинской ГЭС в 1957 году основной базой переправки приезжающих на место строительства была ж/д станция и деревня Кварса. Здесь их формировали в рабочие бригады и отправляли в район ГЭС. Многие жители Кварсы тоже уехали на стройку. Строительство ГЭС дало для Кварсы ещё одно дополнительное удобство — асфальтированная шоссейная дорога сообщением Ижевск-Воткинск-Чайковский, которая по-прежнему проходит по центральной улице Кварсы — улице Советской.
В 1956 году в Кварсу была переведена Воткинская нефтебаза, в 1961 году — ремесленное училище № 1 механизации сельского хозяйства. В 1972 году на средства колхоза построен Дом культуры, в 1973 году − средняя школа. В 1978 году на территории Кварсы создана организация «Сельхозхимия».
Самый большой прирост населения пришелся на 1979-82 гг. Связано это обстоятельство с массовым строительством домов серии 025 и домов на территории нефтебазы и профессионально-технического училища. Сфера услуг представляла три магазина, столовая общепита, дом культуры, медицинская амбулатория, сельская библиотека, детский сад, школа, училище, сельский совет.
22 октября 1937 года Постановлением ВЦИК деревня Кварса в составе Гришановского сельского Совета была переведена из Кировской области в состав Удмуртской АССР.
9 мая 1963 года указом Президиума Верховного Совета УАССР Гришановский сельсовет был переименован в Кварсинский сельсовет с центром в Кварсе.
В январе 2006 года было образовано муниципальное образование «Кварсинское» с центром в Кварсе.

## Известные уроженцы
- Фонарёв, Иван Петрович — участник Великой Отечественной войны, Герой Советского Союза[6].

## Галерея

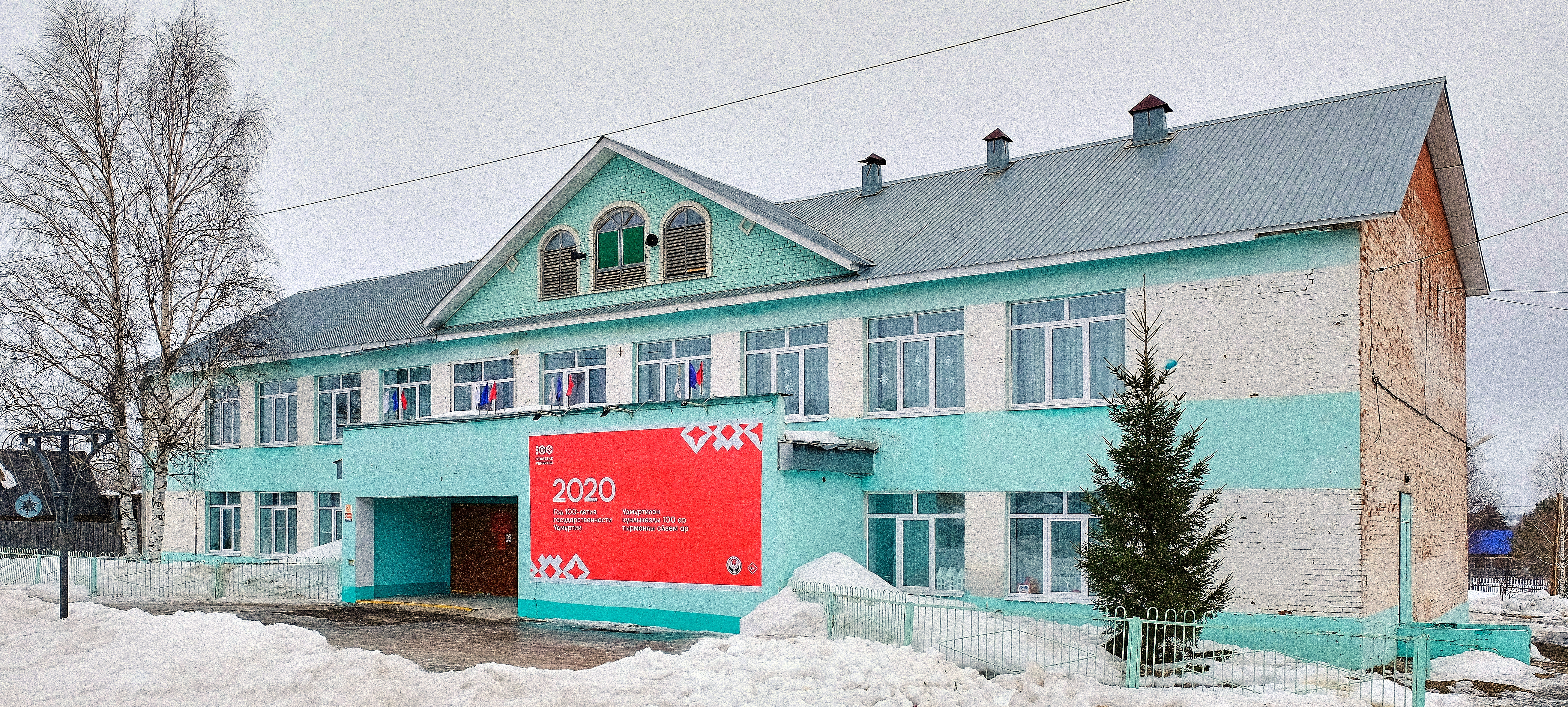
Сельский культурный центр
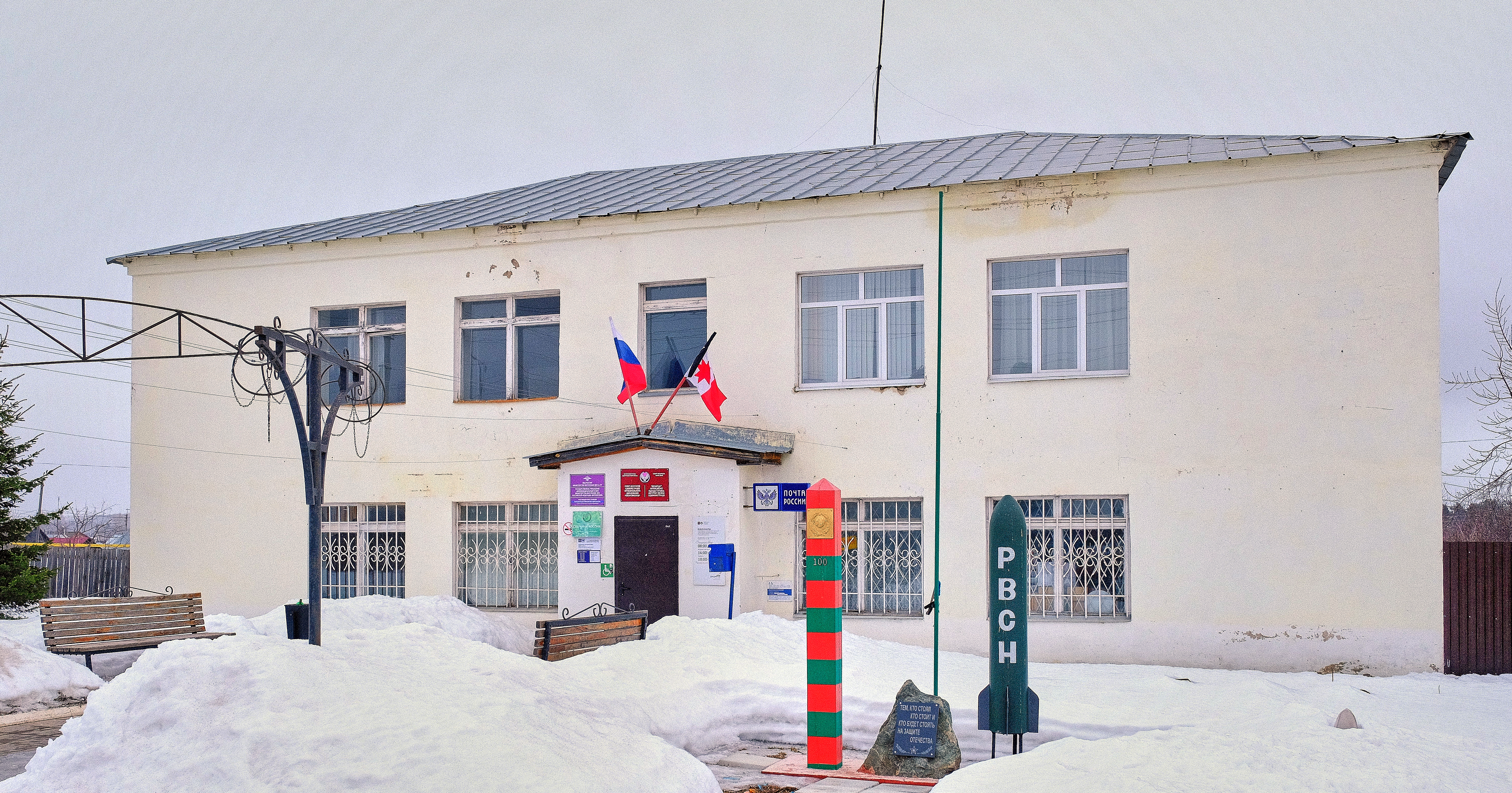
Почтовое отделение и стела РВСН
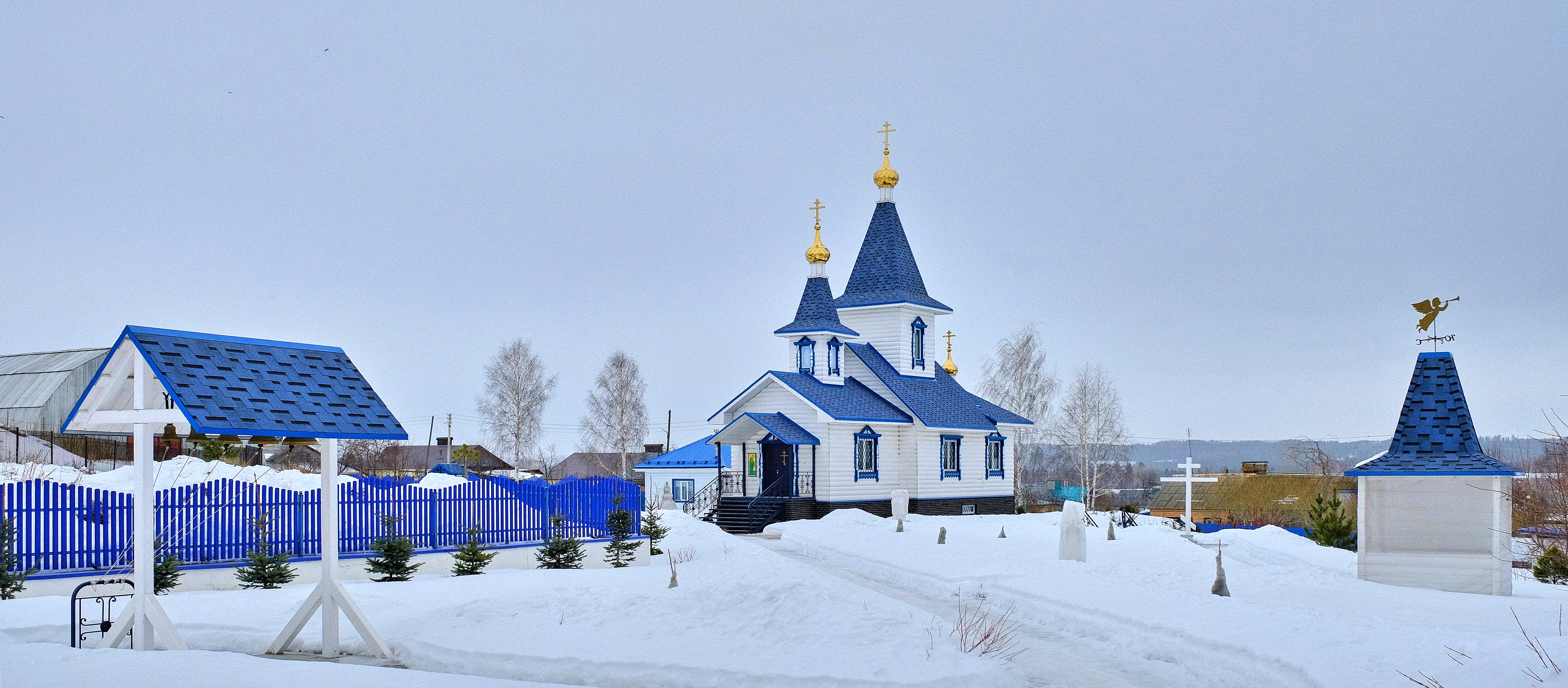
Храм Успения Пресвятой Богородицы